# Vila Baleira

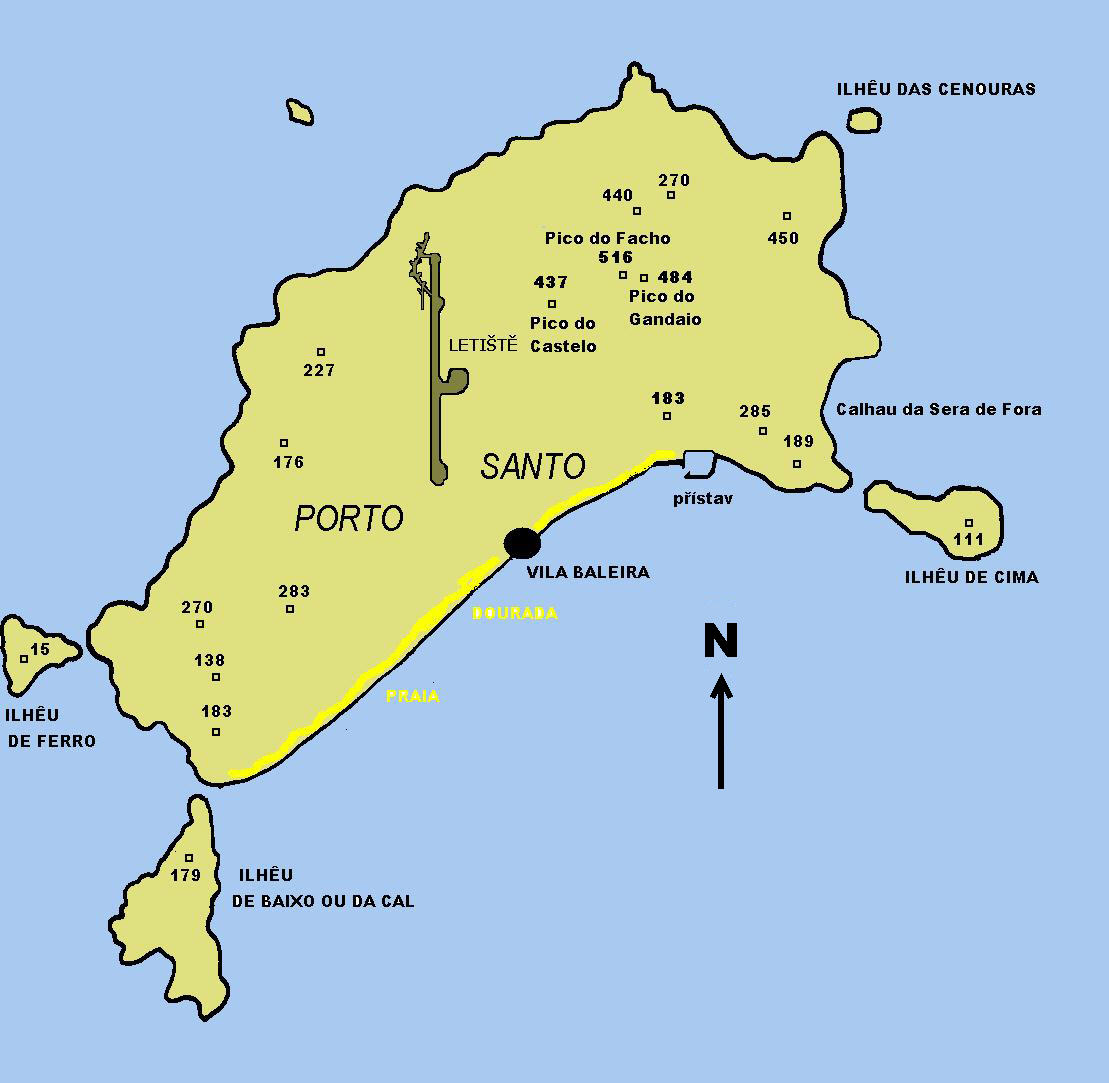
Vila Baleira an der Südküste von Porto Santo

Vila Baleira ist eine Stadt im Kreis Porto Santo der autonomen portugiesischen Region Madeira und Hauptstadt des Kreises. Die Stadt befindet sich auf der Insel Porto Santo der Inselgruppe von Madeira.

## Geschichte
Der Ort wurde 1996 zur Cidade (dt.: Stadt) erhoben.

## Bauwerke
Die Hauptgeschäftsstraße Rua João Gonçalves Zarco ist die älteste Straße. Am zentralen Platz der Stadt, dem Largo do Pelourinho, stehen das alte Rathaus aus dem 16. Jahrhundert sowie die 1430 gegründete Kirche Nossa Senhora da Piedade. Gegenüber befinden sich das neue Rathaus sowie das Kultur- und Kongresszentrum. Dahinter steht die Kapelle Capela da Misericórdia aus dem 16. Jahrhundert.
Das Haus, in dem Christoph Kolumbus von 1479 bis 1484 lebte, wurde 1989 in ein Museum umgewandelt.
Etwas außerhalb steht die kleine Festung Fortaleza de São José, die nur von außen zu besichtigen ist, da sie sich in Privatbesitz befindet.
Etwa 2 km östlich der Stadt sind in dem Ortsteil Portela einige Windmühlen sowie die kleine Kapelle Capela de Nossa Senhora da Graça, zu sehen, die 1950 an der Stelle erbaut wurde, wo die erste Kirche der Insel stand.
Im Ortsteil Campo de Beixo, rund 2 km südwestlich von Vila Baleira, sind mehrere Windmühlen sowie die im 17. Jahrhundert im Stil des Manierismus erbaute Kapelle Capela de São Pedro mit einem Barockaltar und einer bemalten Holzdecke sehenswert.

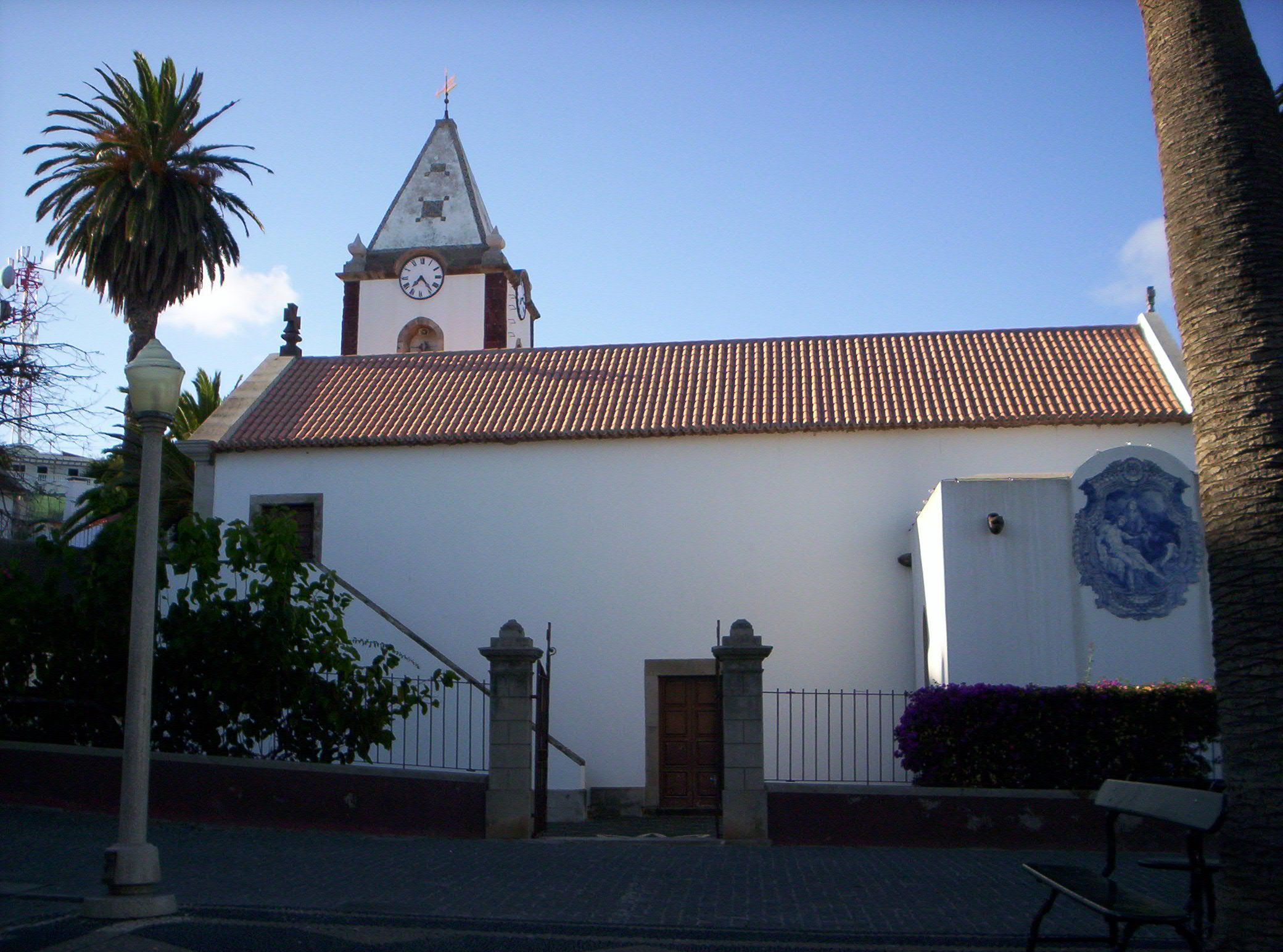
Kirche (pt: Igreja Matriz) von Vila Baleira
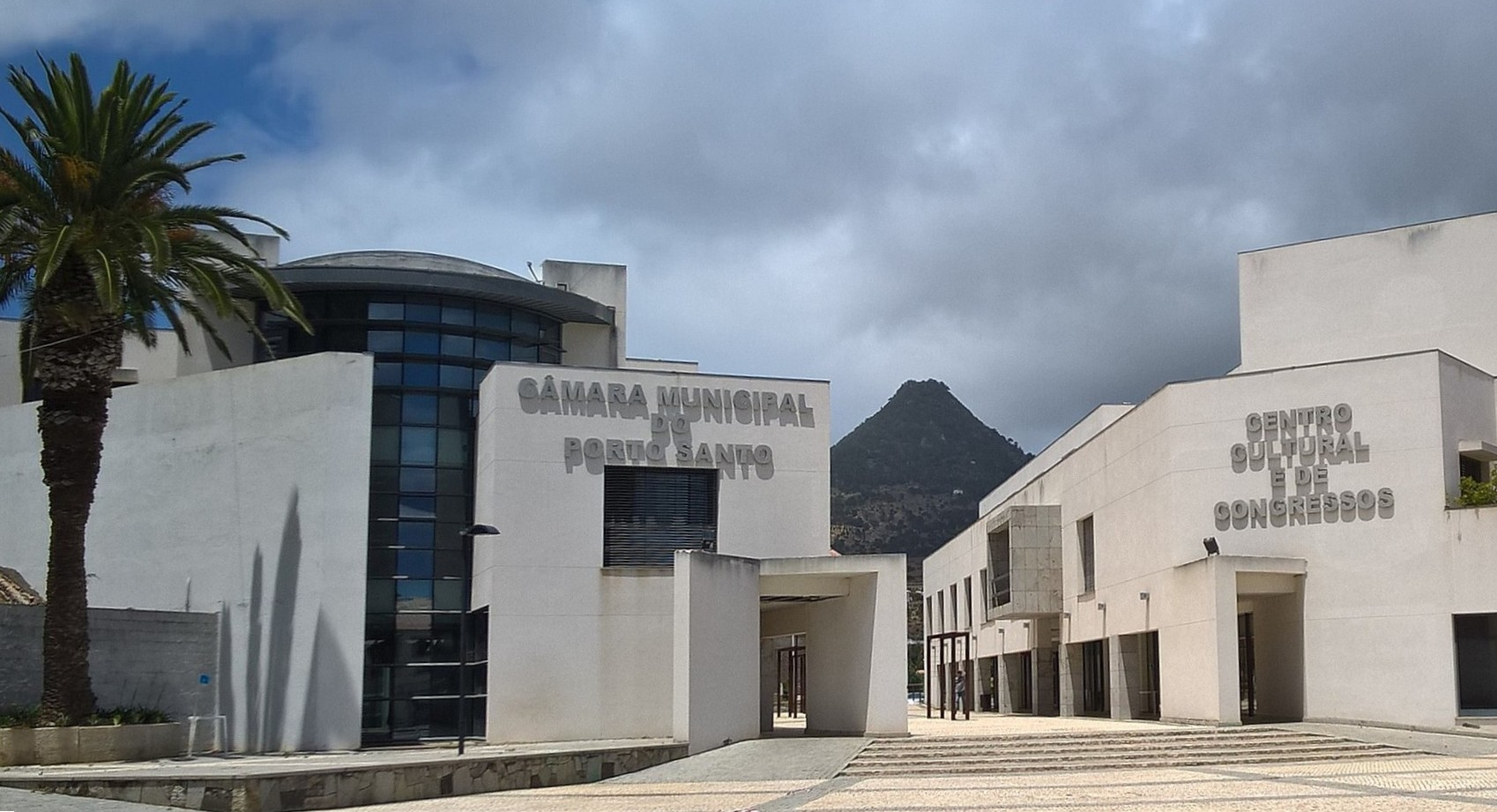
Neues Rathaus mit Kultur- und Kongresszentrum
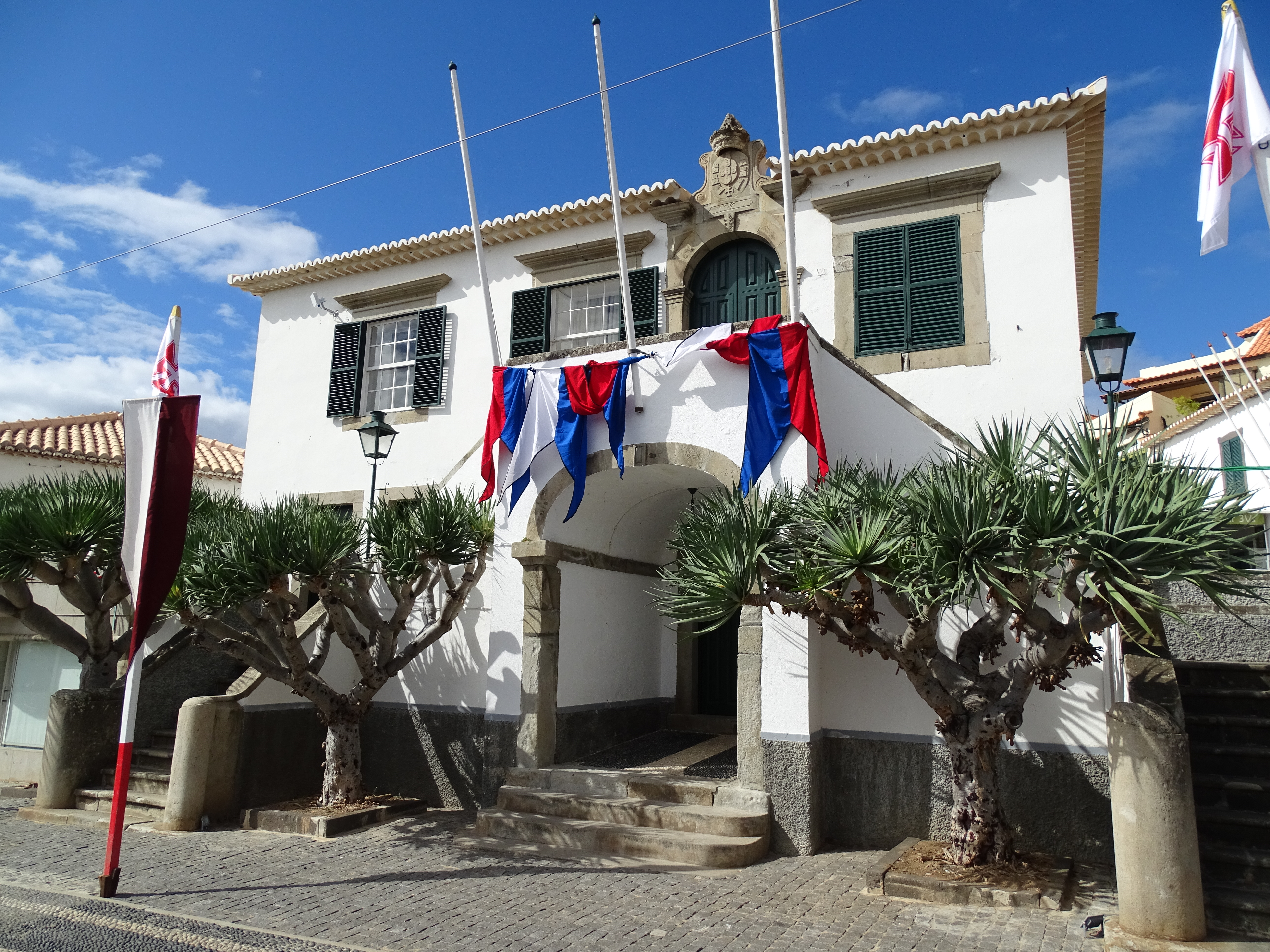
Ehem. Rathaus
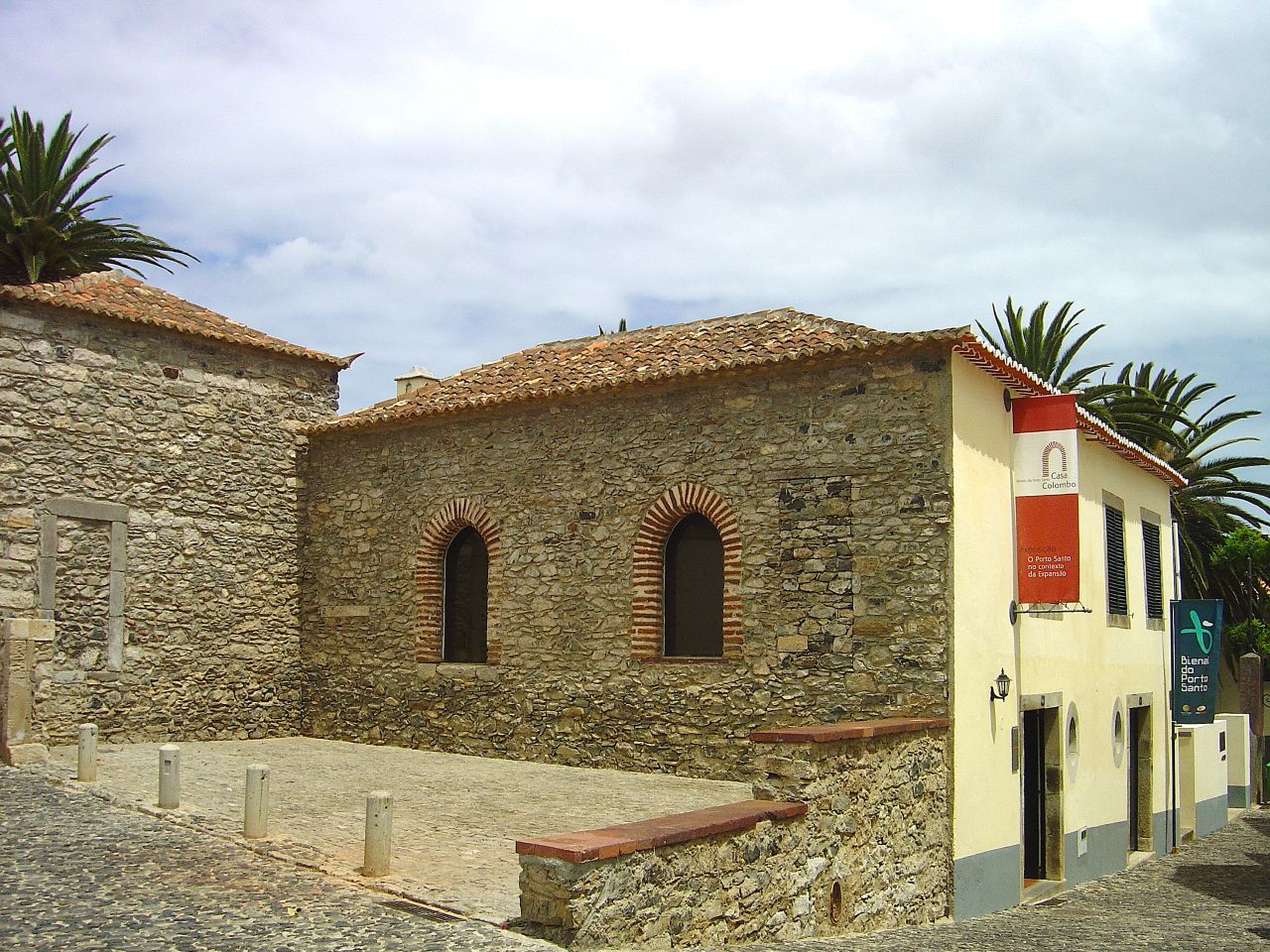
Ehem. Wohnhaus von Christoph Kolumbus
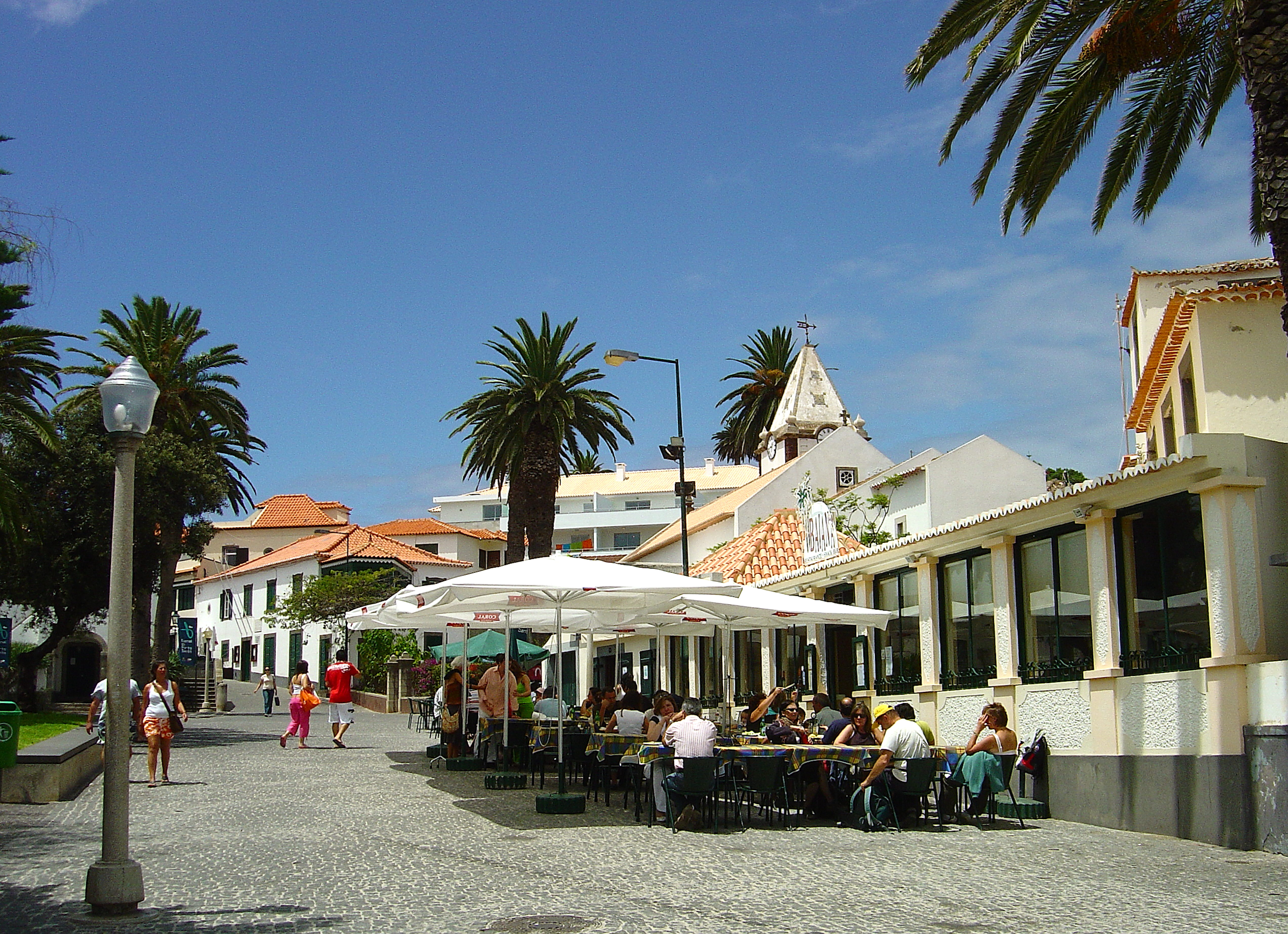
Ortsmitte
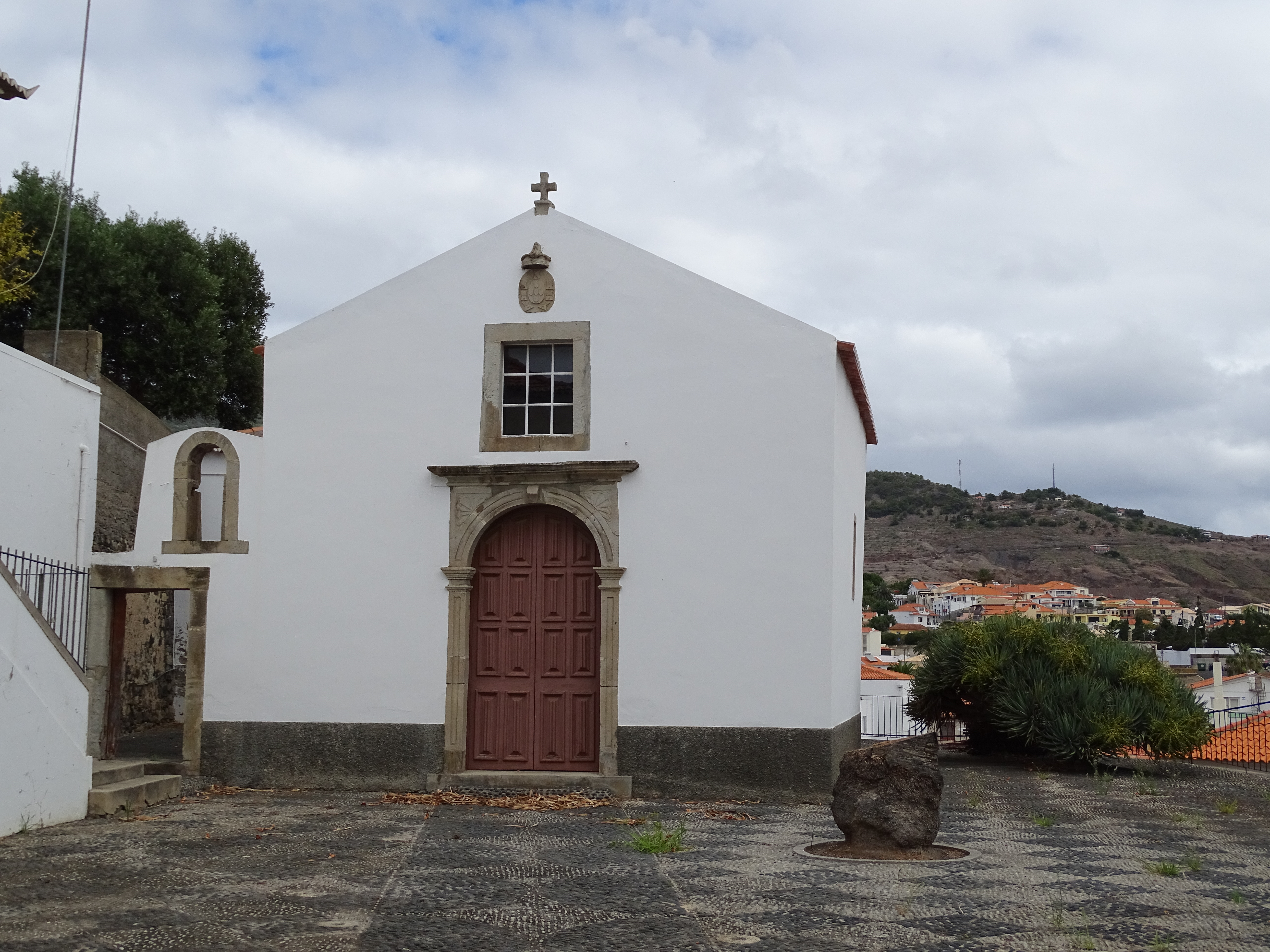
Capela da Misericórdia
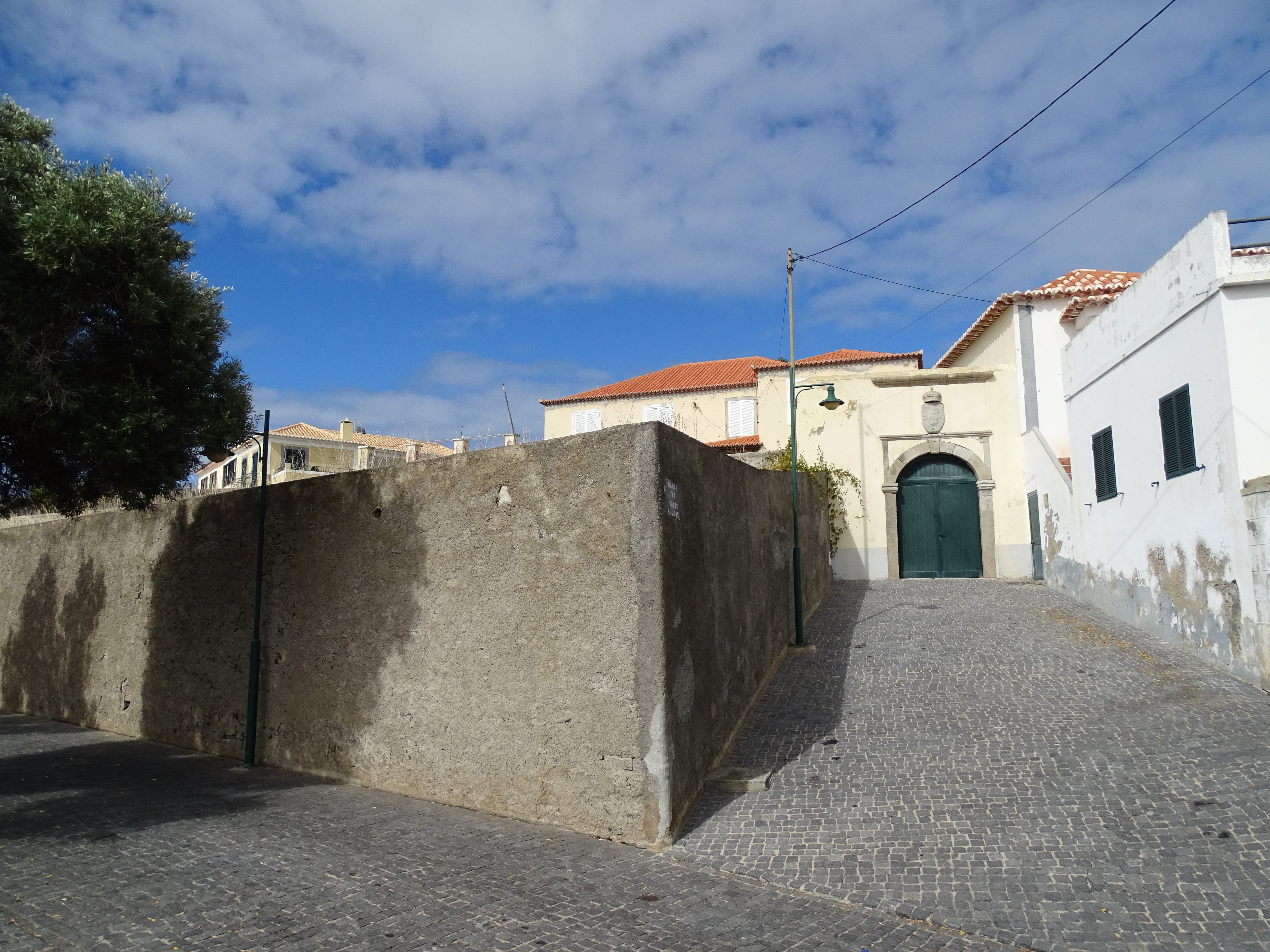
Fortaleza de São José
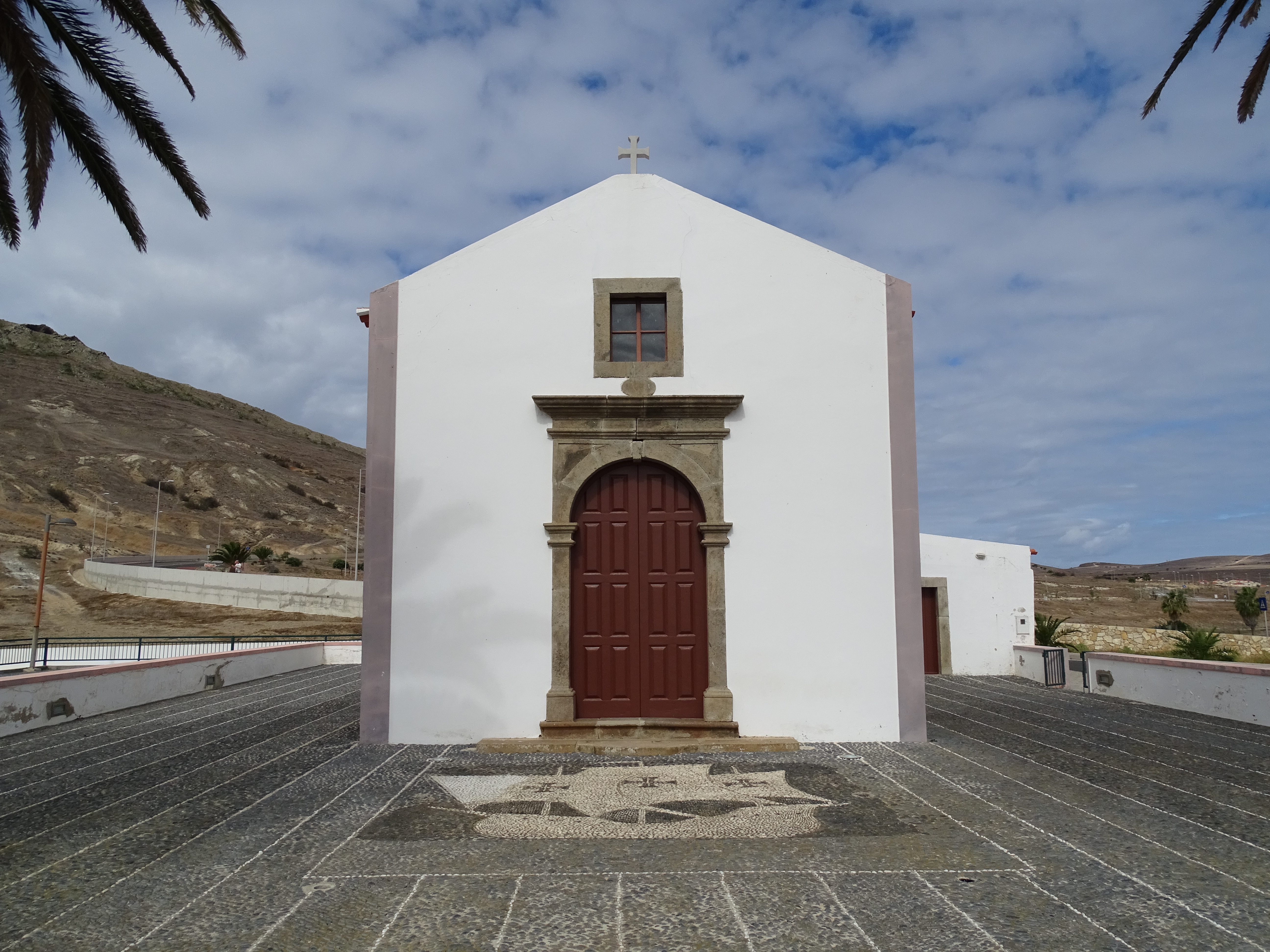
Capela de São Pedro